# 北城大桥站
北城大桥站是南通轨道交通2号线的地铁车站，位于中华人民共和国江苏省南通市崇川区北大街与江海大道交叉口南侧地下，于2023年12月27日开通。

## 车站结构
北城大桥站沿北大街设置，呈南北走向，车站长168.5米，为地下三层岛式站台车站。车站地下一层为站厅层，地下二层为设备层，地下三层为站台层。车站预留南通轨道交通3号线换乘结构。
| 地面              | 出入口 | 1、2、3出入口                                                                                       |
| 地下一层          | 站厅   | 客服中心、自动售票机、验票机                                                                        |
| 地下二层          | 设备   | 车站设备                                                                                            |
| 地下三层          | 站台   | \| \| \| 2号线往幸福（北大街） \| \| 島式 · 開左邊车门 \| \| \| \| \| \| 2号线往先锋（钟秀西路） \| |
|                   |        | 2号线往幸福（北大街）                                                                               |
| 島式 · 開左邊车门 |        | |
|                   |        | 2号线往先锋（钟秀西路）                                                                             |

## 车站出口
北城大桥站共设3个出口，各出口及周围设施如下所示：
| 编号                | 周边信息                             | 照片 | 无障碍设施 |
| ------------------- | ------------------------------------ | ---- | ---------- |
| 1 · 出口            | 江海大道（南），北大街（西）         |      | 不適用     |
| 2 · 出口 · （设有） | 北大街（东），江海大道（南），华强城 |      |            |
| 3 · 出口            | 江海大道（南），北大街（东），华强城 |      | 不適用     |
| 图例： 设有         |                                      |      |            |

## 接驳交通

### 公交车
- 探险王国：30路，45路，55路，85路，G1路
- 江海大道北大街东：30路，677路

## 车站历史
- 2020年
  - 8月14日，正式站名公布，本站命名为北城大桥站[3]。
  - 10月18日，车站主体结构封顶[2]。
- 2023年12月27日，随2号线一期工程通车一同开通[1]。